# Spoliation des Juifs par les nazis
Pour les articles homonymes, voir spoliation.
 (novembre 2013).
 (septembre 2016).
Améliorez-le ou discutez des points à vérifier. 
 (avril 2009).

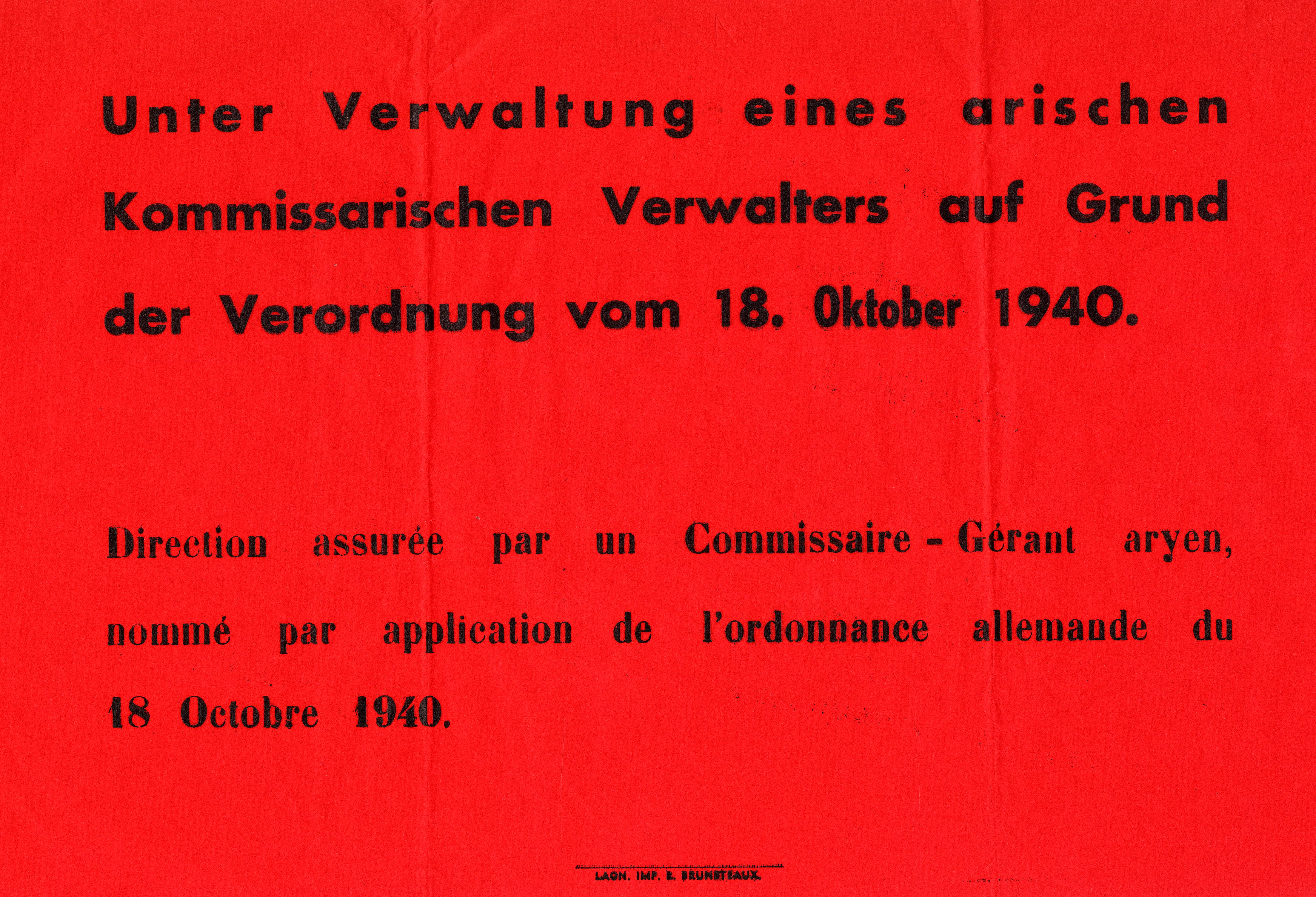
Affiche apposée après octobre 1940, dans l'Aisne, sur les commerces juifs, dans le cadre de la politique d'aryanisation, indiquant la nomination d'un commissaire-gérant aryen (Archives départementales de l'Aisne).

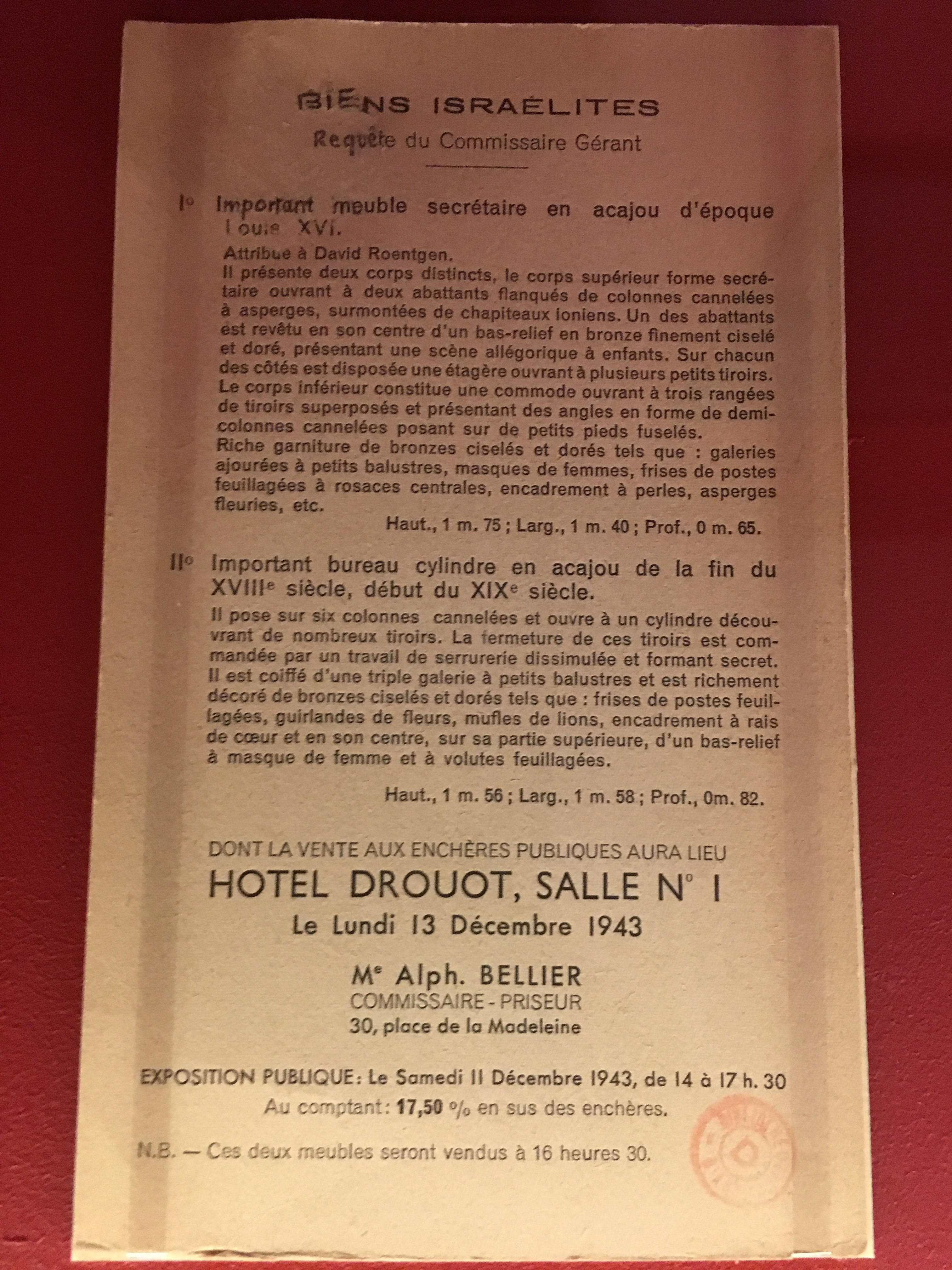
Les biens juifs spoliés étaient vendus à l'hôtel Drouot par les autorités sous l'Occupation allemande. Ici une page de catalogue intitulée Biens israélites.

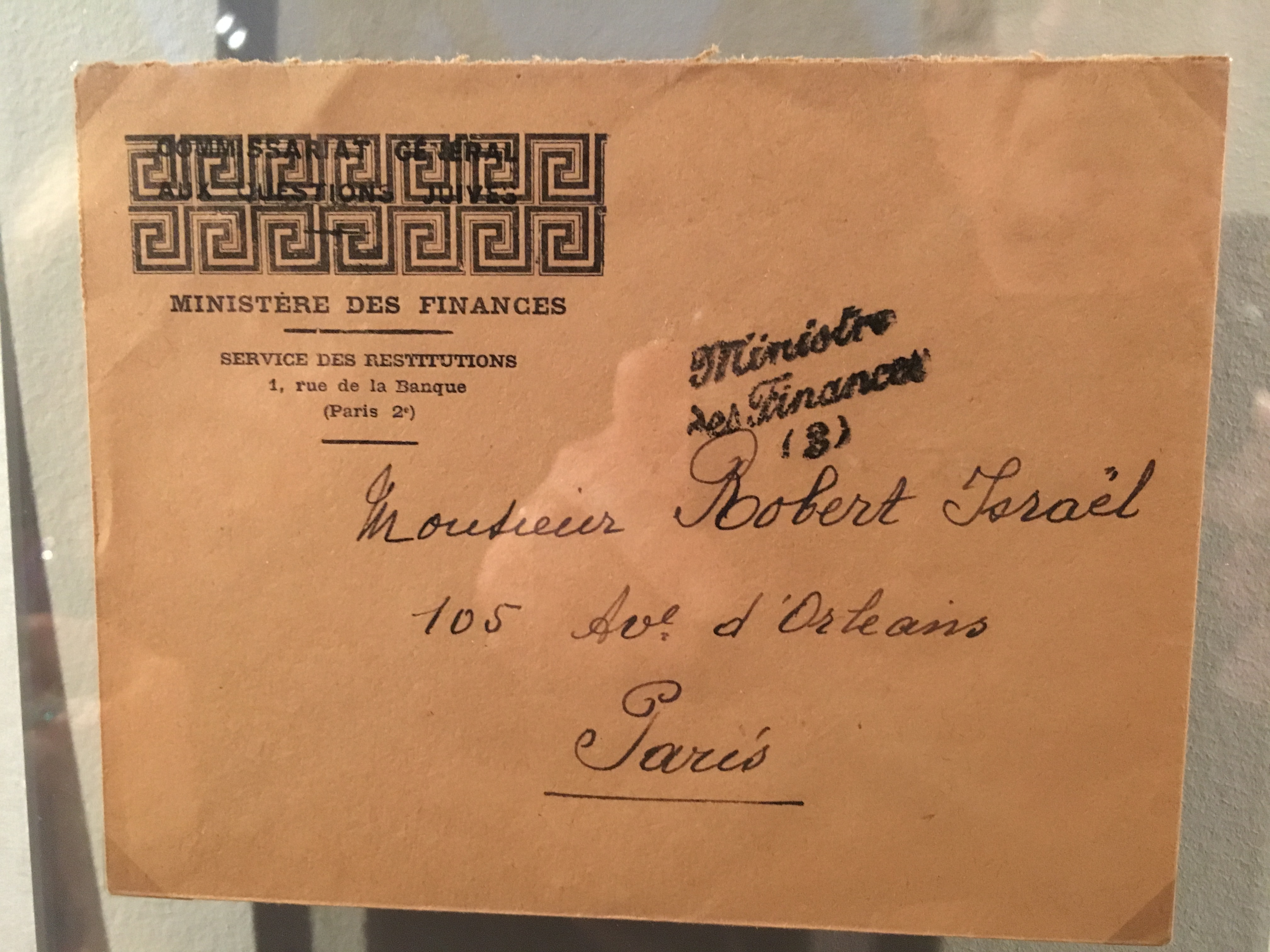
L'en-tête d'origine " Commissariat général aux questions juives" a été caviardé pour que l'enveloppe soit réutilisée par le Service des restitutions du ministère des Finances, probablement à cause de la pénurie de papier de l'après-guerre.

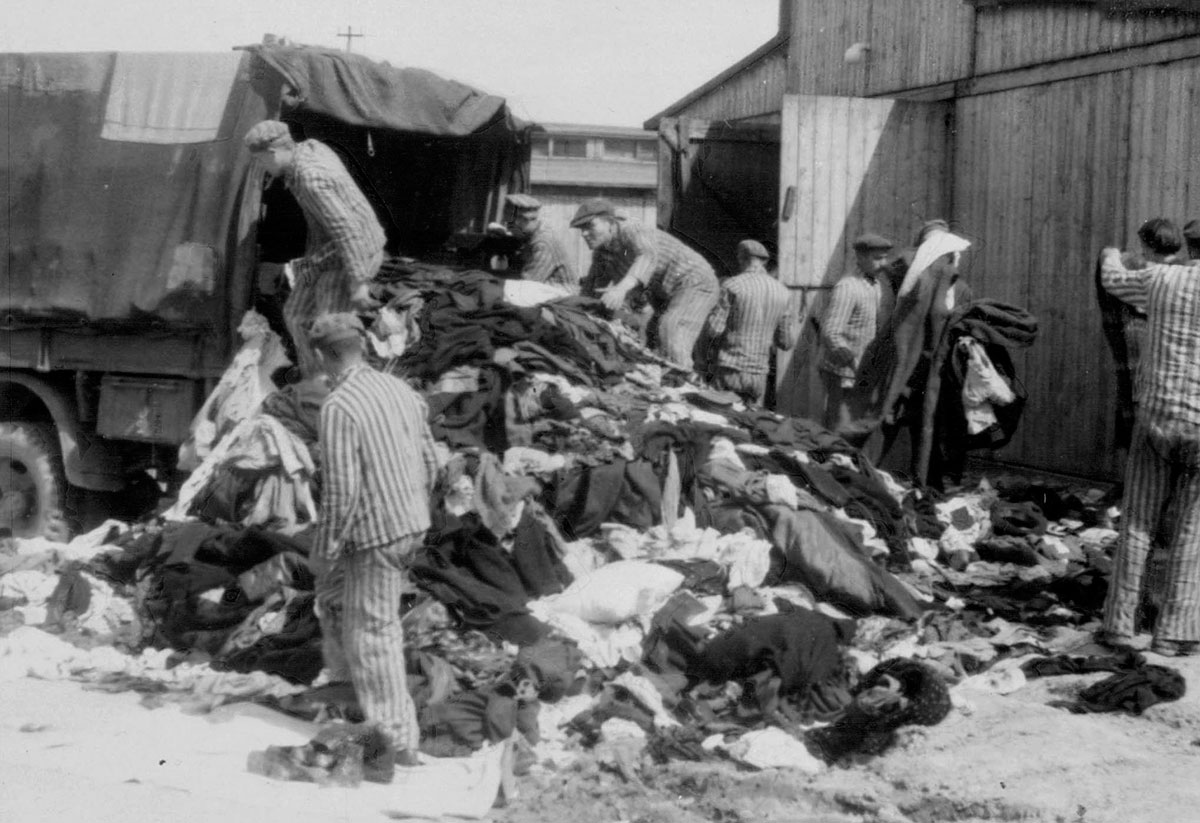
Photo extraite de l'Album d'Auswitch montrant un déchargement et tri de vêtements et objets confisqués et volés à de nouveaux arrivants au camp de concentration d'Auschwitz-Birkenau, le plus grand camp de concentration et d'extermination du Troisième Reich, en Pologne occupée par l'Allemagne nazie (mai 1944). Ces objet, presque toujours anonymisés, ne seront jamais rendus à leurs propriétaire, aux familles ou à des ayant-droits légitimes.

La spoliation des Juifs organisée par l'Allemagne nazie s'est déroulée à travers l’Europe, pendant toute la période où les nazis sont au pouvoir en Allemagne (1933-1945). On désigne par «spoliation» l'appropriation de biens des personnes perçues comme ennemis ou comme inférieurs (en l'occurence pour lez nazis : Juifs, communistes, Slaves, Tziganes, etc.). Les Juifs, notamment, sont la cible d'une politique de spoliation organisée qui peut concerner tous les types de biens : des objets du quotidien (meubles, matelas, ustensiles, ampoules, livres, etc.) saisis dans les maisons et bureaux des juifs ayant fui ou ayant été envoyés en camp de concentration, aux œuvres d’art, bijoux, archives, instruments de musique, etc. 
Des centaines de lois discriminatoires envers les Juifs ont été adoptées à partir du moment où Adolf Hitler et son parti, le NSDAP, prennent le pouvoir en Allemagne. 
Ces politiques, de plus en plus coercitives avec le temps, ont organisé la ségrégation des Juifs vis-à-vis du reste de la société allemande. Les pays occupés par l'Allemagne nazie ont connu à leur tour des politiques similaires.
Les actions de spoliation organisée à grande échelle par les nazis découlent à la fois de la haine profonde portée par leur chef Hitler aux Juifs, et des sentiments antisémites qui prennent de l’ampleur dans plusieurs pays européens depuis la fin de la Première Guerre mondiale.

## Mobilier
À partir de 1942, une "antenne ouest" du ministère des Territoires occupés de l'Est met en place une opération appelée M-Aktion ("M" pour mobilier) visant à confisquer et à s'emparer des meubles et autres objets d'ameublement des "appartements juifs non surveillés" des Juifs en fuite ou déportés en France et dans les pays du Benelux.

## Biens musicaux: partitions et instruments de musique
Le principal organe de spoliation nazi est l'Einsatzstab Reichsleiter Rosenberg (ERR). 
C’est une division de l'ERR, le Sonderstab Musik (ou Commando Musique) qui s’occupait de localiser et récupérer les partitions et manuscrits musicaux allemands en plus de piller les instruments de musique. Tant les instruments communs que ceux ayant une grande valeur marchande étaient confisqués. Les activités de cette organisation débutent en août 1940 et s’inscrivent dans l’objectif transversal des nazis de purification de la culture. Cet organe est composé de spécialistes musicaux allemands et est dirigé par Herbert Gerick, lui-même musicologue.
Les Juifs sont les plus touchés par ces spoliations. Les victimes sont tant des musiciens ou des compositeurs que des propriétaires de magasins de musique ou de maisons d’édition musicale. Il est possible d’estimer que des centaines de milliers de livres musicaux et des dizaines de milliers de partitions et d’instruments de musique aient été acheminés vers l’Allemagne pendant les années de guerre. 
Selon les registres de demandes de restitution effectuées après la guerre, ce sont environ 8 000 pianos qui ont été volés rien qu'en France en deux ans, de 1942 à 1944. Certains de ces pianos, entreposé dans le sous-sol du Palais de Tokyo à Paris y étaient encore à la Libération.

## En France

### Spoliations en France
Durant l'occupation, le gouvernement de Vichy a mis en œuvre une politique d’« aryanisation » ayant comme but l'exclusion des personnes juives de tous les secteurs de l’économie et de la politique. L'un de ses volets était la dépossession de tout ou partie des biens culturels et matériels  des personnes et familles catégorisées comme « juives » ou « israélites » en fonction de leur religion ou de leur ascendance (pillage des maisons et appartements par la Dienststelle Westen (Service Ouest) à partir de 1942). La loi française reconnait que « le gouvernement de Vichy a, très rapidement et de sa propre initiative, instauré une politique spécifique de persécutions et de spoliation des Juifs de France, mettant notamment en place une véritable procédure de « vol légal » sur tout le territoire français, avec la loi du 22 juillet 1941, dite « loi d'aryanisation » ».
Une loi (du 22 juillet 1941) impose un « placement sous administration provisoire » de tous les biens appartenant aux personnes considérées comme juives (hormis leur résidence principale) pour une mise en vente au profit de l’État.

### Mesures françaises de restitution
Créé par la loi française du 29 mars 1941, le Commissariat général aux questions juives intervient dans les deux zones pour la politique de spoliation et d'aryanisation en France.
Selon le ministère de la Culture, durant la Seconde Guerre mondiale, « Quelque 100 000 œuvres d’art auraient été saisies en France… Près de 60 000 biens — comprenant des œuvres spoliées mais aussi vendues en France pendant la guerre par des personnes qui n’étaient pas persécutées — ont été retrouvés en Allemagne à la Libération et renvoyées en France.
Parmi elles, 45 000 ont été restituées à leurs propriétaires entre 1945 et 1950. Environ 2 200 ont été sélectionnées et confiées à la garde des musées nationaux (œuvres «MNR») et le reste (environ 13 000 objets) a été vendu par l'administration des Domaines au début des années 1950 ».
Dès l'hiver 1944 Émile Terroine, un professeur et un résistant est nommé administrateur-séquestre du CRQJ (Commissariat Régional aux questions juives de Lyon). Il va forcer les administrateurs provisoires à justifier de leur gestion. À Lyon, la mission d'Émile Terroine a permis la restitution en 1945 de 63 % des biens aryanisés. Il rédige un rapport demandant l’extension de sa mission et le 30 janvier 1945 est créé à Paris le Service de restitution des biens des victimes des lois et mesures de spoliation par la direction du blocus du Ministère des Finances dont il prend la direction. Il est nommé rapporteur du décret de l'ordonnance d'avril 1945 qui annule les ventes et liquidations de biens juifs opérées pendant la guerre.
Lionel Jospin fut assez étonné qu'un journaliste américain, lors d'une conférence de presse aux États-Unis, lui demande s'il n'était pas gêné d'être à Matignon assis sur un fauteuil volé aux Juifs. Le Premier ministre d'alors ignorait le sort des biens retrouvés en Allemagne. Lors de son retour, il convoqua les responsables du musée du Louvre, et leur demanda de prendre toutes les mesures pour hâter les restitutions des meubles, tableaux et objets d'arts détenus par les musées. Certains départements firent le nécessaire, mais pas tous. Par exemple, le département des peintures eut une attitude d'obstruction à la restitution.
Exemple de tableaux célèbres restitués :
- Alexandre le Grand et Campaspe dans l'atelier d'Apelle, de Giovanni Battista Tiepolo, arrêt du 2 juin 1999 (Gentili di Giuseppe contre musée du Louvre), restitué par le département des peintures du musée du Louvre, à la suite d'une décision de justice, puis vendu 2 202 500 US$ aux enchères publiques chez Christie's à New York du 27 janvier 2000 ;
- Rosiers sous les arbres de Gustave Klimt, conservé par le Musée d'Orsay, restitué dans le cadre de la loi de 2022[10].

Le 22 juillet 2023, une nouvelle loi-cadre a été promulguée pour faciliter et accélérer la restitution (ou une compensation financière si le propriétaire légitime l'accepte) d’œuvres spoliées par milliers voire par millions, et selon de multiples formes (vol, pillage, confiscation et saisie sous la forme dite de l'aryanisation, ventes contraintes ou forcées), en France ou ailleurs, par l'Allemagne ou par les autorités des territoires qu'elle a occupés, contrôlés ou influencés et par l'État français, lors de la période des persécutions antisémites nazie (de la date d’accession au pouvoir d'Adolf Hitler en 1933 à la capitulation du régime nazi le 8 mai 1945).
Cette loi permet de déroger au principe d'inaliénabilité qui concerne le oeuvres conservées dans le patrimoine national des musées, pour restituer ces biens à leurs propriétaires légitimes, après avis après avis de la Commission pour l'indemnisation des victimes de spoliations antisémites pendant l'0ccupation (CIVS). « La restitution des œuvres spoliées faisant partie des collections privées des musées ayant reçu l'appellation "Musée de France", sera aussi possible après avis de la commission de la CIVS et approbation de l'administration ».
Le 5 janvier 2024, la commission pour l'indemnisation des victimes de spoliations intervenues du fait des législations antisémites en vigueur pendant l'Occupation devient la commission pour la restitution des biens et l'indemnisation des victimes de spoliations antisémites. Elle conserve néanmoins l'acronyme CIVS.

## En Suisse
La spoliation des Juifs en Suisse a surtout concerné les biens qui avaient été placés dans les banques suisses par des personnes vivant à l'étranger et qui furent ensuite déportées et assassinées dans les camps ou décédée en cours de route. Leurs héritiers n'ont pas pu récupérer ces avoirs, et les comptes sont tombés en déshérence. 
Après de fortes pressions exercées par les communautés juives américaines notamment, la Suisse a décidé de se pencher sur son passé et a ouvert une enquête sur son attitude durant la Seconde Guerre mondiale, mandatant pour cela une Commission indépendante d’experts « Suisse – Seconde Guerre mondiale » (CIE), présidée par l'historien Jean-François Bergier. Cette commission, créée en 1996 par le Parlement, a rendu son rapport en 2002. En 1997, la Confédération suisse mettait en outre sur pied le Fonds suisse en faveur des victimes de l'Holocauste, sans lien avec l'accord à conclure par les banques en faveur des plaignants juifs.

#### Législation
- Légifrance : Loi n° 2023-650 du 22 juillet 2023 relative à la restitution des biens culturels ayant fait l'objet de spoliations dans le contexte des persécutions antisémites perpétrées entre 1933 et 1945.
- Sénat : Dossier législatif : Biens culturels spoliés entre 1933 et 1945.